# ヤロ・フュルト
ヤロ・フュルト（Jaro Fürth、1871年4月21日 - 1945年11月12日）は、オーストリアの俳優。
プラハでユダヤ人の家庭に生まれ、1910年代後半に彼はベルリンで無声映画に出演し始めた。彼は有声映画の時代に難なく順応し、1920年代後半から1930年代にかけて著名な俳優となった。

## 出演作品
- 君と暮せば
- 夢みる唇
- 喜びなき街
- 愛は輝くアラベラ譚
- 鬘